# Cryptopelta brevispina
Cryptopelta brevispina är en ormstjärneart som först beskrevs av Ludwig 1879.  Cryptopelta brevispina ingår i släktet Cryptopelta och familjen Ophiodermatidae. Inga underarter finns listade i Catalogue of Life.